# Косовско-сербские отношения
Республика Косово образовалась в результате декларации о независимости, шага, который Сербия отвергла. Вначале никаких официальных взаимоотношений между Косовом и Сербией не наблюдалось, однако следующие несколько лет диалог между правительствами становится всё более активным.

## Соглашение 2013 года
19 апреля 2013 года в Брюсселе премьер-министр Сербии Ивица Дачич и премьер-министр Косово Хашим Тачи парафировали соглашение о принципах нормализации отношений. Оно касается статуса и функций сербских общин на севере Косово, но не статуса самого Косово. Соглашение предусматривает формирование нового единого сообщества/ассоциации сербских общин Косово, которые должны контролировать области экономического развития, образования, здравоохранения, городского и сельского хозяйства. Дополнительными полномочиями это объединение могут наделить «центральные власти» Косово. Полицейские подразделения сербской части Косово должны быть полностью интегрированы в единую косовскую службу, однако командовать региональным полицейским управлением, которое возьмет под контроль четыре сербские общины (Северная Митровица, Звечан, Зубин-Поток и Лепосавич), должен косовский серб. Судебные органы северного Косово должны быть интегрированы в косовские и действовать по косовским законам, однако в сербской части города Косовска-Митровица должен быть учрежден особый окружной суд. Предусмотрено проведение в 2013 году при поддержке ОБСЕ выборов в руководство сербских муниципалитетов. Сербия и Косово договорились не блокировать процесс вхождения друг друга в состав ЕС. Для реализации соглашения при поддержке ЕС должен быть сформирован совместный комитет. Многие сербские оппозиционные партии, Сербская православная церковь, движения националистического толка и косовские сербы выступают против соглашения с Косово, поскольку считают его предательством национальных интересов.

## Соглашения 2015 года
В августе 2015 года для нормализации отношений подписали ряд соглашений. В частности, Косово позволялось создать сообщество сербских муниципалитетов с широкими полномочиями, возможностью иметь своего президента и государственные символы. Вопросы здравоохранения, образования и экономического развития отдавались сообществу на самостоятельное решение, также разрешалось получать из Сербии финансовую поддержку минуя налоги и таможенные пошлины.